# Suite francesa
Suite francesa és el títol d'una sèrie de cinc novel·les projectada per l'escriptora francesa d'origen jueu Irène Némirovsky. El juliol de 1942, just després d'haver escrit els dos primers volums de la novel·la, Némirovsky va ser detinguda per la seva condició de jueva i enviada als camps de concentració on va morir víctima de l'Holocaust. El seu manuscrit va caure en l'oblit durant tot el segle XX fins que el 1998 una de les seves filles el va trobar. La seva obra finalment, es va publicar pòstumament amb el nom de Suite francesa el 2004 i fou guardonada amb el Premi Renaudot el mateix any.

## Adaptacions cinematogràfiques
- Suite française, una pel·lícula de 2014.